# Pożyczka wolności
Pożyczka wolności (ang. The Bond) − amerykański niemy film propagandowy z 1918 roku, w reżyserii Charliego Chaplina.
Celem filmu było zachęcenie obywateli do kupowania obligacji wojennych w czasie I wojny światowej. Film jest pełen scen, mających pobudzić patriotyczne uczucia.

## Obsada
- Charles Chaplin – Charlie
- Edna Purviance – żona Charliego
- Albert Austin – przyjaciel Charliego
- Sydney Chaplin – Cesarz